# Nagy Bogi
Nagy Boglárka, előadói nevén Nagy Bogi (Balmazújváros, 2002. április 22. –) magyar énekes-dalszerző.

## Énekesi pályája
Nagy Bogi szülei zenetanárok, így már kiskorában közel került a zenéhez. Az iskolájában a rendezvények szereplője volt. Évekig fuvolázott, de a komolyzene mellett a popzene is érdekelte.
Több televíziós tehetségkutató műsorba jelentkezett. Szerepelt az Az ének iskolája, majd a Sztárban sztár +1 kicsi című műsorokban.
2019. február 2-án a Dal 2019 legfiatalabb versenyzőjeként Molnár Ferenc Caramel Holnap című dalát adta elő, amivel a döntőig jutott tovább. A második dala, amelyet szintén kibocsátottak kislemezen, 2019 nyarán jött ki, és a Gyönyörű káosz' címet kapta. Ezt is Caramel írta neki, mint karrierje elején az összes többi dalt is. 2020 tavaszán jelent meg az első saját dala, amely a Véled címet kapta.
Az első nagyobb sikere a Félek című dalhoz köthető, aminek dalszerzője és szövegírója is maga az énekesnő. 2024-ben megjelent első nagylemeze Rendetlenség Remekműve (2024) címmel. 2024-ben Bogi többek között fellépett a Budapest Parkban, a Campus Fesztivál nagyszínpadán, az Efotton és az MCC Feszten is.
Az előadásai során együtt dolgozott a Bagossy testvérekkel, Szepesi Mátyással és a Margaret Island tagjaival is.
2022-től a Csináljuk a fesztivált! című Duna TV-műsor egyik zsűritagja.

## Magánélete
A Sztárban sztár +1 kicsiben megismerkedett Varga Szabolcs énekessel, két évig voltak együtt. 2023. augusztus 26-án ment férjhez a nála kilenc évvel idősebb párjához, Nyári Marcellhez.

## Zenekarai
- (BSW) BeerSeeWalk
- B. Nagy Réka
- Nagy Bogi (2019-től)
- T. Danny